# Меттлах
Меттлах (нім. Mettlach) — громада в Німеччині, знаходиться в землі Саар. Входить до складу району Мерциг-Вадерн.
Площа — 78,08 км2. Населення становить 12 044 ос. (станом на 31 грудня 2021).